# Stanley Wagner
Stanley Wagner   (Pueblo, 2 de març de 1908 - Winnipeg, 11 d'octubre de 2002) va ser un jugador d'hoquei sobre gel estatunidenc de naixement, però canadenc d'adopció, que va competir durant les dècades de 1920 i 1930.
Amb el Winnipeg Hockey Club guanyà l'Allan Cup de 1931. El 1932 va prendre part en els Jocs Olímpics de Lake Placid, on guanyà la medalla d'or en la competició d'hoquei sobre gel.